# Wirtualna drukarka

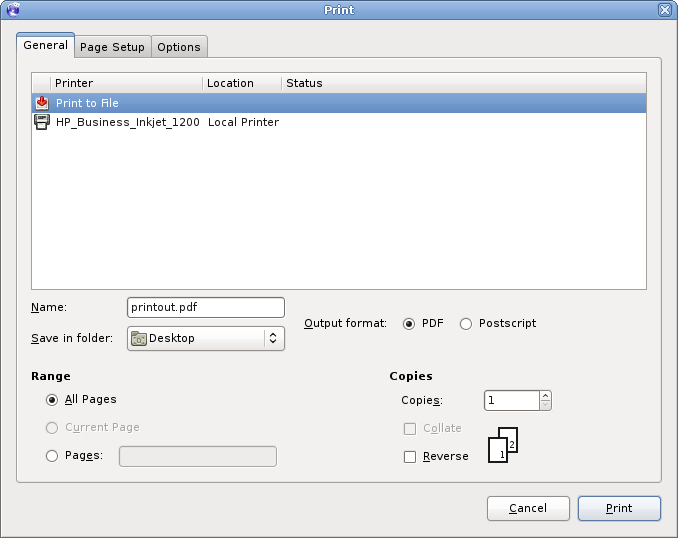
Wirtualna drukarka

Wirtualna drukarka – oprogramowanie komputerowe, którego interfejs użytkownika oraz interfejs API przypominają sterownik drukarki, jednak nie jest ono połączone z fizyczną drukarką komputerową.
Kiedy użytkownik wysyła polecenie „drukowania” na wirtualnej drukarce, wówczas zamiast dokumentu wydrukowanego na papierze lub jakimś innym materiale, oprogramowanie z nią związane przetwarza zawartość dokumentu w określony sposób. W rezultacie tworzony jest plik lub następuje przesłanie informacji.

## Zastosowania
Typowe zastosowania wirtualnych drukarek to:
- tworzenie dokumentów PDF, postscript i XPS
- wysyłanie dokumentów do serwera faksowego
- konwersja dokumentów do plików obrazów takich jak JPEG lub wielostronnicowy TIFF jako uniwersalnych międzyplatformowych formatów, by uniknąć np. problemów z brakującymi fontami (możliwe wykorzystanie plików na stacjonarnych/samodzielnych odtwarzaczach JPEG takich jak odtwarzacze DVD/mp3/mp4/JPEG, odtwarzacze JPEG wbudowane w aparaty cyfrowe/telefony komórkowe z TV-outem)
- umożliwienie użytkownikowi skorzystania z niektórych opcji wydruku niedostępnych bezpośrednio, np. drukowanie wielu stron na jednym arkuszu bez obramowania, drukowanie nagłówków, znaków wodnych itd.; tak stworzona zawartość może zostać zapisana w pliku celem późniejszego wydruku lub przesłana na inną drukarkę

## Przykłady
- Adobe Acrobat — oprogramowanie do obsługi plików PDF, zawiera wirtualną drukarkę dokumentów PDF (Adobe Distiller)
- PDFCreator — oprogramowanie do tworzenia plików PDF, w jego skład wchodzi wirtualna drukarka plików PDF oraz innych formatów
- FinePrint pdfFactory — wirtualna drukarka plików PDF
- Qprinter — wirtualna drukarka plików PDF
- Microsoft Office Document Image Writer — wchodząca w skład pakietu Microsoft Office wirtualna drukarka umożliwia tworzenie plików TIFF lub MDI
- TIFF-XChange — wirtualna drukarka plików TIFF
- Universal Document Converter — umożliwia wydruk w formatach PDF, JPEG, TIFF, BMP, GIF, PNG i inne.